# Hochschule der Wirtschaft für Management
Die Hochschule der Wirtschaft für Management (HdWM) mit Sitz in Mannheim ist eine private Hochschule mit staatlicher Anerkennung, die am 4. April 2011 den Studienbetrieb aufnahm.

## Hochschule
Teil des Konzeptes der Hochschule ist die Verknüpfung von Unternehmen in Lehre und Forschung. Forschungsprojekte und Institute beschäftigen sich mit arbeitsmarktrelevanten Themen.
Die institutionelle Akkreditierung durch den Wissenschaftsrat erfolgte am 8. Juli 2011.
Die HdWM ist auf dem neuen Bildungscampus des ehemaligen Areals der Joseph Vögele AG in Mannheim angesiedelt. Im Neubau des Goethe-Instituts direkt neben der HdWM verfügt sie über weitere Vorlesungsräume.

## Studiengänge
Die HdWM bietet acht Studiengänge an. Fünf Studiengänge führen zum B.A./B.Sc. in Betriebswirtschaft mit Schwerpunkten Beratung und Vertriebsmanagement, Management und Unternehmensführung, Management in International Business, Soziale Arbeit – Integrationsmanagement sowie Psychologie und Management. 
Der Studiengang Management und Unternehmensführung wird auch als ausbildungsbegleitender Studiengang angeboten, der in acht Semestern zu einem Bachelorabschluss und einer dualen Berufsausbildung in drei Ausbildungsberufen führt. 
Der M.A. Business Management kann mit den Spezialisierungen International Sales Management, HR Management und IT Management erworben werden. Er wird auf Deutsch und Englisch angeboten.
Ebenfalls bietet die HdWM einen wirtschaftspsychologischen Masterstudiengang an, den M.Sc. Wirtschaftspsychologie mit Schwerpunkt Organisationspsychologie.
Alle Studiengänge sind von der FIBAA bzw. von der AHPGS akkreditiert.
Der Studienverlauf der Bachelor-Studiengänge teilt sich auf in eine Kennenlernphase (Semester 1–3), in der Grundlagen, Vertiefung und Umsetzung des Stoffes gelehrt und gelernt werden, und eine Praxisphase (Semester 4–6), die aus dem Praxissemester und der Bachelor-Arbeit besteht. Im Masterstudium wird großen Wert auf Praxisanbindung gelegt: Praktika, Vertiefungs- bzw. Anwendungsfächer sowie eine konzentrierte Präsenzzeit von 2–2,5 Tagen stellen den erfolgreichen Einstieg ins Berufsleben sicher. Die Masterstudiengänge haben eine Regelstudienzeit von 3–4 Semestern.

## Weiterbildung
An der HdWM werden ebenfalls berufsbegleitende Weiterbildungen angeboten, in denen man unterschiedliche Formen von Zertifikaten erwerben kann. Das reicht vom speziell für Jobcenter-Mitarbeiter entwickelten, akkreditierten Zertifikat „Integrationsmanagement im System Arbeit“, über das zur Qualifizierung für den Aufstieg vom gehobenen in den allgemeinen höheren Dienst kreierte Zertifikat „Führung und Management in der Kommunalen Verwaltung“ und Kompaktzertifikaten zur Wissensvermittlung in erfolgsrelevanten Bereichen, wie Sales Management und IT Management bis hin zu Inhouse-Zertifikaten, die auf die Bedürfnisse von Unternehmen und Non-Profit-Organisationen abgestimmt sind.

## Forschung
Forschungsschwerpunkte sollen unternehmens- und arbeitsmarktnahe Themen sein, die sich auch an den Erfordernissen des Arbeitsmarktes in der Metropolregion Rhein-Neckar orientieren. Fast alle Bachelor-Studiengänge bieten im 3. Semester ein spezielles Forschungsmodul an.
Zu den Forschungsprojekten an der HdWM gehören unter anderem das Projekt QUAPI und das Institut für soziale Nachhaltigkeit (ifsn), ein In-Institut der Hochschule.

## Förderer und Partner
Trägerin der Hochschule ist die Hochschule der Wirtschaft für Management gGmbH. Deren Gesellschaftsanteile liegen zu 75 Prozent beim Internationalen Bund (IB), Freier Träger der Jugend-, Sozial- und Bildungsarbeit e. V., mit Sitz in Frankfurt am Main. Die restlichen Gesellschaftsanteile verteilen sich auf die WBS Training AG, die Unternehmensgruppe Kiry sowie das Deutsch-Türkische Institut für Arbeit und Bildung e. V.
Derzeit wird die HdWM von über 50 Partnerunternehmen unterstützt. Kooperationsvereinbarungen gibt es mit dem Goethe-Institut Mannheim-Heidelberg, der Université International de Tunis (UIT), der Yeditepe und der Okan Universität Istanbul sowie dem Deutschen Akademischen Austauschdienst (DAAD).